# Episodi di The Expanse (seconda stagione)
La seconda stagione della serie televisiva The Expanse, composta da 13 episodi, è stata trasmessa in prima visione sul canale statunitense Syfy dal 1º febbraio al 19 aprile 2017.
In Italia, la stagione è stata interamente pubblicata sulla piattaforma di streaming on demand Netflix l'8 settembre 2017. In virtù dell'acquisizione della serie da parte di Amazon, la stagione è stata ritirata dal catalogo Netflix il 30 settembre 2018 ed è stata pubblicata su Prime Video l'8 febbraio 2019.
A partire da questa stagione entra nel cast principale Frankie Adams. Durante questa stagione escono dal cast principale Thomas Jane e Florence Faivre.
| n° | Titolo originale           | Titolo italiano          | Prima TV USA     | Pubblicazione Italia |
| -- | -------------------------- | ------------------------ | ---------------- | -------------------- |
| 1  | Safe                       | Al sicuro                | 1º febbraio 2017 | 8 settembre 2017     |
| 2  | Doors & Corners            | Porte e angoli           | 1º febbraio 2017 | 8 settembre 2017     |
| 3  | Static                     | La protomolecola         | 8 febbraio 2017  | 8 settembre 2017     |
| 4  | Godspeed                   | Buona fortuna            | 15 febbraio 2017 | 8 settembre 2017     |
| 5  | Home                       | Casa                     | 22 febbraio 2017 | 8 settembre 2017     |
| 6  | Paradigm Shift             | Cambiamento di paradigma | 1º marzo 2017    | 8 settembre 2017     |
| 7  | The Seventh Man            | Il settimo uomo          | 8 marzo 2017     | 8 settembre 2017     |
| 8  | Pyre                       | Pira                     | 15 marzo 2017    | 8 settembre 2017     |
| 9  | The Weeping Somnambulist   | Il sonnambulo piangente  | 22 marzo 2017    | 8 settembre 2017     |
| 10 | Cascade                    | Cascata                  | 29 marzo 2017    | 8 settembre 2017     |
| 11 | Here There Be Dragons      | Hic sunt dracones        | 5 aprile 2017    | 8 settembre 2017     |
| 12 | The Monster and the Rocket | Il mostro e il razzo     | 12 aprile 2017   | 8 settembre 2017     |
| 13 | Caliban's War              | Caliban. La guerra       | 19 aprile 2017   | 8 settembre 2017     |

## Al sicuro
- Titolo originale: Safe
- Diretto da: Breck Eisner
- Scritto da: Mark Fergus e Hawk Ostby

### Trama
Bobbie Draper, sottoufficiale della Marina Marziana, viene inviata sulla MCRN Scirocco verso la stazione di ricerca di Febe dove anche la MCRN Donnager era stata inviata. Le Nazioni Unite discutono sul dispiegamento della flotta terrestre contro quella marziana; Avasarala sostiene la mozione ma, in seguito anche ad un attentato subito, crede di essere stata usata da Errinwright come capro espiatorio e decide di assumere una spia. La Scirocco intercetta una nave della FNU diretta a Febe e spara nella loro direzione; il consiglio delle Nazioni Unite decide di non rispondere al fuoco, supponendo che i missili marziani siano soltanto un avvertimento. I missili in effetti sono diretti alla stazione di Febe e la distruggono prima che la nave della FNU la raggiunga. Bobbie Draper discute con il comandante della Scirocco Sutton sostenendo che la guerra contro la Terra sia una cosa buona, ma egli dissente. Holden e Miller intanto iniziano a riprendersi dopo essere stati contaminati dalle radiazioni; Miller e Amos hanno una violenta discussione, interrotta da Naomi. L'equipaggio della Rocinante trova un campione di protomolecola nella cassaforte recuperata dalla Anubis e decide di nasconderlo in un campo di detriti. Naomi e Holden eseguono le riparazioni alla Rocinante, approfondendo la loro relazione. Alex cucina delle lasagne per l'equipaggio e, a cena, le tensioni si attenuano.
- Durata: 45 minuti
- Guest star: François Chau (Jules-Pierre Mao), Hugh Dillon (Tenente Sutton), Byron Mann (Ammiraglio Augusto Nguyễn), Nick E. Tarabay (Cotyar Ghazi), Daniel Kash (Antony Dresden), Kevin Hanchard (Ispettore Sematimba), Sarah Allen (Soldato semplice Hillman), Mpho Koaho (Soldato semplice Richard Travis), Dewshane Williams (Caporale Sa'id).
- Ascolti USA: telespettatori 700 000[5]

## Porte e angoli
- Titolo originale: Doors & Corners
- Diretto da: Breck Eisner
- Scritto da: Daniel Abraham e Ty Franck

### Trama
Errinwright, su suggerimento di Avasarala, convince il segretario delle Nazioni Unite Sorrento-Gillis a rispondere alla distruzione Febe attaccando la base marziana sulla luna di Deimos. L'ammiraglio Souther protesta per la decisione e si dimette, venendo poi avvicinato da Avasarala che gli chiede di Fred Johnson. L'ammiraglio rivela che Johnson è un uomo fedele ai suoi principi e ordinò il massacro della stazione Anderson a causa di una cospirazione dei "piani alti" per mandare un messaggio forte ai Cinturiani. Avasarala chiede quindi alla sua spia Ghazi di contattare in segreto Johnson. Nel frattempo la Rocinante arriva alla stazione Tycho e Holden con gli altri spiega quanto accaduto su Eros, esortando ad attaccare una stazione apparentemente abbandonata per trovare risposte. Johnson convince le varie fazioni dell'APE a mettere insieme una squadra d'assalto per dirigersi alla stazione: con uno stratagemma, la Rocinante attacca la stazione riuscendo a distruggere una nave dotata di occultamento posta a sua difesa, mentre gli uomini di Fred Johnson, a cui si è unito anche Miller, approdano sulla stazione. Miller guida gli uomini trovandosi contro solo guardie armate di proiettili innocui e cattura Dresden, venendo poi raggiunto da Holden e Johnson. Dresden rivela che sta studiando la protomolecola per fare evolvere l'umanità in qualcosa di superiore per proteggerla da chiunque l'abbia scagliata nel Sistema Solare con l'intenzione di distruggere la razza umana, ritenendo le vittime di Eros un sacrificio necessario e irrisorio rispetto al risultato. Chiede loro di potere continuare i suoi esperimenti, non importandogli per chi debba lavorare: Fred Johnson accetta di aiutarlo, ma Miller lo uccide immediatamente a sangue freddo.
- Durata: 42 minuti
- Guest star: Chad L. Coleman (Frederick Lucius Johnson), Byron Mann (Ammiraglio Augusto Nguyễn), Nick E. Tarabay (Cotyar Ghazi), Cara Gee (Camina Drummer), Daniel Kash (Antony Dresden).
- Ascolti USA: telespettatori 700 000[5]

## La protomolecola
- Titolo originale: Static
- Diretto da: Jeff Woolnough
- Scritto da: Robin Veith

### Trama
La terra distrugge la luna marziana di Deimos in risposta alla distruzione di Febe scatenando inquietudine tra la gente che teme l'inizio di una guerra. Miller viene allontanato per avere ucciso Dresden e Johnson lo invita ad abbandonare la stazione Thyco. Nel frattempo Holden, Amos e Johnson interrogano uno scienziato catturato alla stazione rotante: scoprendo che ha subito un intervento per rimuovere ogni empatia dalle sue emozioni, riescono a farlo parlare facendogli credere di essere interessati al suo lavoro. Avasarala intanto contatta Fred Johnson chiedendogli prove per incastrare chi è coinvolto nella cospirazione ed egli le invia delle coordinate. Miller intanto torna da Johnson spiegando le sue ragioni per avere ucciso Dresden e concordano che Eros deve essere distrutto. Miller propone allora di utilizzare la gigantesca nave spaziale dei mormoni in costruzione alla stazione.
- Durata: 41 minuti
- Guest star: Chad L. Coleman (Frederick Lucius Johnson), Hugh Dillon (Tenente Sutton), Nick E. Tarabay (Cotyar Ghazi), Sarah Allen (Soldato semplice Hillman), Cara Gee (Camina Drummer), Mpho Koaho (Soldato semplice Richard Travis), Dewshane Williams (Caporale Sa'id).
- Ascolti USA: telespettatori 587 000[6]

## Buona fortuna
- Titolo originale: Godspeed
- Diretto da: Jeff Woolnough
- Scritto da: Dan Nowak

### Trama
Miller spiega a Johnson e Holden che vuole usare la nave dei Mormoni Nauvoo come ariete per spingere Eros verso il Sole e distruggerlo, chiedendo il loro aiuto; Holden seppure ancora furibondo con lui, accetta di scortare la missione. Avasarala nel frattempo scopre alle coordinate datele da Johnson una nave mimetica alla deriva e collega il suo defunto equipaggio alla Protogen di Jules-Pierre Mao e alla stazione Febe. Questi accetta di essere convocato per rispondere alle domande di Errinwright e Avasarala, dichiarando di essere estraneo a tutto. Più tardi Mao contatta Errinwright accusandolo di incompetenza perché non riesce a tendere a bada il suo vice Avasarala che ha già capito che lavorano insieme. Nel frattempo la Nauvoo viene messa in rotta di collisione con Eros, mentre una squadra di demolitori tra cui Miller piazza delle cariche esplosive sui moli di Eros. La Rocinante intanto scopre una nave attraccata che li scambia per militari marziani sotto copertura e afferma di essere in missione pacifica: saputo dell'epidemia avevano cercato di curare le vittime, ma non sono riusciti ad entrare. Holden regge il gioco e li convince ad allontanarsi senza ritorsioni, ma poco dopo Miller scopre un cadavere della stessa nave infettato mentre cercava di fuggire dalla stazione. Holden fa bloccare le comunicazioni esterne e ordina alla nave di non rivelare al sistema del contagio, o altri moriranno, ma la nave tenta la fuga ed è costretta a distruggerla. I detriti dell'esplosione precipitano su Eros e danneggiano una delle bombe appena piazzate da Miller, che è costretto a rimanere sulla stazione per evitare che esploda prima del previsto. Miller accetta la morte e attende l'arrivo della Nauvoo, che tuttavia manca il bersaglio: Eros si è in qualche modo spostato.
- Durata: 43 minuti
- Guest star: Chad L. Coleman (Frederick Lucius Johnson), François Chau (Jules-Pierre Mao), Nick E. Tarabay (Cotyar Ghazi), Cara Gee (Camina Drummer).
- Ascolti USA: telespettatori 534 000[7]

## Casa
- Titolo originale: Home
- Diretto da: David Grossman
- Scritto da: Mark Fergus e Hawk Ostby

### Trama
Eros inizia ad accelerare dirigendosi in rotta di collisione con la Terra e il segretario delle Nazioni Unite ordina di lanciare metà dell'arsenale nucleare per polverizzare l'asteroide. Naomi intanto chiede a Miller di trasportare dentro la stazione di Eros la bomba difettosa seguendo una tracce termica che sembra il motore di spinta dell'asteroide. Improvvisamente Eros scompare dai radar e Fred Johnson convince le Nazioni Unite a passargli il controllo dei missili nucleari così che possano essere guidati manualmente tramite il puntamento laser della Rocinante che sta inseguendo l'asteroide. Mentre s'inoltra nella stazione intanto, Miller continua a sentire la voce sempre più insistente di Julie Mao teorizzando che la protomolecola si sia in qualche modo fusa con la coscienza della ragazza e convince la Rocinante a desistere dall'inseguimento, intendendo convincere Julie a fermarsi. Miller arriva in quello che era l'hotel dove trovarono Julie e trova la ragazza rinata e ricostituita dalla protomolecola in stato confusionale: Julie pensa di stare facendo una gara e si dirige verso la terra unicamente perché vuole tornare a casa. Miller la convince a desistere spiegandole che morirebbero moltissime persone ed insieme cambiano rotta schiantandosi su Venere.
- Durata: 44 minuti
- Guest star: Chad L. Coleman (Frederick Lucius Johnson), Byron Mann (Ammiraglio Augusto Nguyễn), Nick E. Tarabay (Cotyar Ghazi), Cara Gee (Camina Drummer), Brian George (Arjun Avasarala-Rao).
- Ascolti USA: telespettatori 600 000[8]

## Cambiamento di paradigma
- Titolo originale: Paradigm Shift
- Diretto da: David Grossman
- Scritto da: Naren Shankar

### Trama
Le Nazioni unite discutono dell'incidente di Eros e Avasarala chiede consiglio al suo amico il professor Iturbi; egli teorizza che la causa di tutto sia una tecnologia aliena e le chiede di farlo partecipare alla spedizione esplorativa su Venere. Intanto Alex avvisa Holden che dei 150 missili delle Nazioni Unite, di quasi una trentina si sono perse le tracce: Holden e Naomi informano Fred Johnson che rivela di essersene appropriato per usarli come deterrente e merce di scambio. Holden e l'equipaggio della Rocinante discutono cosa fare dell'ultimo campione conosciuto di protomolecola che hanno nascosto e decidono di distruggerla. Naomi tuttavia non si trova d'accordo e finge solo di spedire nel Sole la capsula con il campione, decidendo di aiutare l'APE. Avasarala intanto svela le sue carte e dice a Errinwright di contattare Jules-Pierre Mao e convincerlo a costituirsi, minacciando altrimenti di fare fallire la sua compagnia con il potere a sua disposizione. Nel frattempo su Ganimede, colonia agricola gestita dalla Terra e Marte, scoppia uno scontro a fuoco dove rimane ucciso il tenente Sutton della nave Scirocco e il plotone di Bobbie Draper, che rimane gravemente ferita.
- Durata: 42 minuti
- Guest star: Chad L. Coleman (Frederick Lucius Johnson), Hugh Dillon (Tenente Sutton), Sam Huntington (Solomon Epstein), Cara Gee (Camina Drummer), Ted Whittall (Dottor Michael Iturbi), Dewshane Williams (Caporale Sa'id), Mpho Koaho (Soldato semplice Richard Travis), Sarah Allen (Soldato semplice Hillman).
- Ascolti USA: telespettatori 625 000[9]

## Il settimo uomo
- Titolo originale: The Seventh Man
- Diretto da: Kenneth Fink
- Scritto da: Georgia Lee

### Trama
In seguito all'incidente su Ganimede, Avasarala convince il segretario delle Nazioni Unite a convocare un summit di pace d'emergenza con Marte. Nel frattempo Bobbie Draper viene recuperata da Ganimede e curata sulla Scirocco, poi sottoposta a una serie di esami e interrogatori poiché unica testimone di quanto accaduto. Il sergente inizialmente afferma di essere stata caricata da sei marine terrestri, poi rivela che in realtà essi stavano fuggendo e sparando ad un settimo essere, una creatura che non indossava una tuta spaziale; inoltre quanto accaduto sostiene sia stato ripreso da un drone agricolo che tuttavia secondo i dati non è mai stato lì. Draper viene insignita del Purple Heart dal suo nuovo comandante, Thorsen, che le dice che testimoniare sulla Terra al summit di pace e raccontare quanto ha visto, dicendo però che sono stati i marziani i primi a sparare. Intanto alla stazione Tycho l'APE si riunisce per discutere dei recenti eventi e Fred Johnson propone Anderson Dawes come portavoce al summit di pace: nonostante le sue posizioni estremiste, Dawes concorda con Holden e Johnson sul restituire alla terra i missili nucleari sottratti. Dawes intuisce che Holden e Johnson però nascondano qualcosa sulla faccenda di Eros e cerca in tutti i modi di scoprire cosa nascondano cercando di persuadere varie persone coinvolte tra cui Diogo. Holden, saputo che lo scienziato Cortazar ha individuato una nuova traccia della protomolecola e sta cercando di capire dove si trovi, decide di andare nella sua cella per ucciderlo, scoprendo che è stato rapito. Holden allerta Johnson che subito intuisce sia opera di Dawes e cerca di bloccare la partenza della sua nave, senza successo. Alex e Naomi inseguono la nave con la Rocinante e la abbordano, trovando tuttavia solo Diogo che ha fatto da esca.
- Durata: 43 minuti
- Guest star: Chad L. Coleman (Frederick Lucius Johnson), Nick E. Tarabay (Cotyar Ghazi), Peter Outerbridge (Capitano Martens), Clé Bennett (Tenente commissario Thorsen), Cara Gee (Camina Drummer) e Jared Harris (Anderson Dawes).
- Ascolti USA: telespettatori 451 000[10]

## Pira
- Titolo originale: Pyre
- Diretto da: Kenneth Fink
- Scritto da: Robin Veith

### Trama
Il dottor Meng, botanico di Ganimede, finisce su una nave di rifugiati dopo la battaglia sul satellite di Giove. Egli assiste all'espulsione nello spazio di tutti i rifugiati terrestri e marziani ad opera dell'equipaggio, che accusa genericamente loro per i problemi nella cintura, e quando arriva alla stazione Thyco cerca senza successo di denunciare l'accaduto. Naomi viene a sapere che Cortazar aveva scoperto un'altra fonte di protomolecola e, temendo sia quella che ha nascosto e finto di distruggere, si propone di cercarla, individuandola su Ganimede. Naomi e Holden scoprono che al momento dell'incidente su Ganimede era presente il dott. Strickland, abile genetista che aveva lavorato alla Protogen, collegandolo al dottor Meng. I due rintracciano quest'ultimo e scoprono che Strickland era il pediatra della figlia di Meng, e tramite la sorveglianza garantita ai minori, scoprono che ha portato via la bambina prima dell'inizio della battaglia. Intanto Dawes invia un messaggio a Johnson che fa serpeggiare la ribellione tra le fazioni dell'APE: un gruppo armato attacca il centro di comando della stazione cercando di prendere il controllo dei missili nucleari sottratti alla Terra. Sulla Rocinante, Alex e Amos si rendono conto che qualcuno sta cercando di hackerare i codici di lancio grazie a una sorveglianza installata da Naomi e contattano i compagni per allarmarli. Amos disattiva dall'esterno la ventilazione di ossigeno nella sala di controllo, rendendo inoffensivi gli assalitori che vengono rapidamente sopraffatti. Holden e i compagni, insieme al dottor Meng, decidono di partire per Ganimede, mentre Johnson li avverte che se non gli porteranno la protomolecola, non saranno più i benvenuti.
- Durata: 43 minuti
- Guest star: Chad L. Coleman (Frederick Lucius Johnson), Terry Chen (Dottor Praxidike "Prax" Meng), Cara Gee (Camina Drummer) e Jared Harris (Anderson Dawes).
- Ascolti USA: telespettatori 460 000[11]

## Il sonnambulo piangente
- Titolo originale: The Weeping Somnambulist
- Diretto da: Mikael Salomon
- Scritto da: Hallie Lambert

### Trama
Durante il summit di pace sulla Terra, il sergente Draper testimonia come ordinato che l'inizio delle ostilità su Ganimede sono dovute alla sua squadra, così Marte e la Terra si accordano per un risarcimento. Avasarala intuisce che Draper non ha detto tutta la verità e chiede di interrogarla nuovamente: messa sotto pressione, il sergente si lascia sfuggire di un soldato senza tuta spaziale, ma poi conferma la versione ufficiale di Marte. Intanto la nave di ricerca con a bordo il dottor Iturbi giunge su Venere e, mentre viene tenuta d'occhio da una nave marziana, rileva forme di vita sul pianeta e trasmette le informazioni ad Avasarala, che collega il tutto all'incidente di Ganimede. Nel frattempo Holden e gli altri abbordano una nave rifornimenti diretta su Ganimede e costringono i due membri dell'equipaggio a dare loro un passaggio sulla stazione. Mentre Alex porta la Rocinante al sicuro, Holden, Naomi, Amos e Meng sbarcano su Ganimede; Holden e Amos si accorgono che dei criminali locali vogliono sequestrare il carico e la nave da cui sono appena scesi ed intervengono: nello scontro a fuoco i criminali vengono uccisi, ma rimane vittima anche uno dei due membri dell'equipaggio.
- Durata: 41 minuti
- Guest star: Terry Chen (Dottor Praxidike "Prax" Meng), Byron Mann (Ammiraglio Augusto Nguyễn), Nick E. Tarabay (Cotyar Ghazi), Peter Outerbridge (Capitano Martens), Rachael Crawford (Ammiraglio J. Peñano), Jeff Seymour (Pyotr Korshunov), Mpho Koaho (Soldato semplice Richard Travis), Ted Whittall (Dottor Michael Iturbi).
- Ascolti USA: telespettatori 471 000[12]

## Cascata
- Titolo originale: Cascade
- Diretto da: Mikael Salomon
- Scritto da: Dan Nowak

### Trama
Holden e i suoi compagni esplorano Ganimede alla ricerca di Strickland e contattano un uomo che mostra i video di sorveglianza in cambio di cibo, costringendolo a collaborare con la forza. L'informatore trova Stickland e la figlia di Meng in una zona della stazione non danneggiata, mentre Meng si accorge che la stazione è destinata al collasso perché l'ecosistema vegetale è già condannato. Alex intanto, in attesa sulla Rocinante, riceve una comunicazione della flotta marziana che proclama una no fly zone intorno a Ganimede. Nel frattempo, Errinwright confessa ad Avasarala la sua collaborazione con Jules Pierre Mao, pentito per l'accaduto e disposto ad affrontare le conseguenze, consegnandole tutte le informazioni sul progetto della protomolecola. Intanto, Draper fugge dal suo alloggio decisa a raggiungere l'oceano e vaga per i bassifondi scoprendo un lato della Terra che non immaginava. Avasarla lo viene a sapere e la raggiunge chiedendole di collaborare con lei, mostrandole la creatura-arma che ha attaccato la sua squadra, il progetto "Caliban". Prima che possa convincerla tuttavia, è costretta ad allontanarsi perché Draper viene raggiunta da agenti marziani.
- Durata: 41 minuti
- Guest star: Terry Chen (Dottor Praxidike "Prax" Meng), Byron Mann (Ammiraglio Augusto Nguyễn), Nick E. Tarabay (Cotyar Ghazi), Peter Outerbridge (Capitano Martens), Rachael Crawford (Ammiraglio J. Peñano), Jeff Seymour (Pyotr Korshunov).
- Ascolti USA: telespettatori 573 000[13]

## Hic sunt dracones
- Titolo originale: Here There Be Dragons
- Diretto da: Rob Lieberman
- Scritto da: Georgia Lee

### Trama
Draper viene congedata dai Marine per avere disobbedito agli ordini; più tardi aggredisce il suo superiore costringendolo a confessare che la sua squadra è stata usata come test per un'arma denominata "Caliban" che Marte intende acquistare. Draper fugge quindi dall'ambasciata marziana e si consegna al checkpoint terrestre chiedendo asilo politico, poi rivela ad Avasarala tutto quanto ha scoperto. Quest'ultima nel frattempo dice ad Errinwright che sarà probabilmente processato per l'incidente di Eros, quindi riceve un messaggio da Jules Pierre Mao e decide di accettare la sua proposta: collaborazione in cambio della sospensione della pressione economica che Mao subisce dal governo. Intanto su Venere la nave scientifica riesce a fare atterrare una sonda e individua una formazione di protomolecola nel cratere precedentemente rilevato. Nel frattempo Alex riceve comunicazione che una nave marziana ha l'autorizzazione ad atterrare su Ganimede: pensando a un'operazione dei servizi segreti con lo stesso obbiettivo dei compagni, si dirige allo stesso punto di atterraggio utilizzando propulsori di manovra e la gravità delle lune di Giove. Intanto Holden e gli altri seguono le tracce di Strickland e arrivano in un laboratorio dove scoprono che hanno usato i bambini come cavie per la protomolecola: subito dopo il loro arrivo, una creatura si libera dalla capsula in cui era imprigionata, uccide i ricercatori e fugge sfondando il portellone della camera stagna. Alex raggiunge i compagni allo stesso portellone subito dopo aggiornandoli sull'accaduto e invitandoli a risalire sulla Rocinante, ma Naomi e Amos decidono di tornare alla stazione, ormai destinata al collasso, per aiutare a salvare quanti più profughi possibile. Mentre stanno per uscire, Holden, Meng e Alex avvistano la creatura che si aggira all'esterno senza tuta spaziale, e decidono di inseguirla.
- Durata: 43 minuti
- Guest star: Terry Chen (Dottor Praxidike "Prax" Meng), François Chau (Jules-Pierre Mao), Nick E. Tarabay (Cotyar Ghazi), Ted Whittall (Dottor Michael Iturbi), Peter Outerbridge (Capitano Martens), Sarah Allen (Soldato semplice Hillman), Mpho Koaho (Soldato semplice Richard Travis), Dewshane Williams (Caporale Sa'id).
- Ascolti USA: telespettatori 504 000[14]

## Il mostro e il razzo
- Titolo originale: The Monster and the Rocket
- Diretto da: Rob Lieberman
- Scritto da: Mark Fergus e Hawk Ostby

### Trama
Avasarala, Draper e la spia Ghazi si dirigono all'incontro con Mao su una nave nella zona neutrale. Quest'ultimo propone di dare la protomolecola anche alla Terra in cambio della sospensione da parte del governo di tutte le sanzioni alla sua famiglia. Intanto Errinwright discute in privato con il ministro della difesa marziano della protomolecola e lo avvelena con un enzima creato per farlo sembrare un arresto cardiaco, quindi invia un messaggio a Mao e Avasarala. Egli spiega di avere eliminato il ministro e distrutto la nave dei servizi segreti marziani diretta su Ganimede, minacciando di fare esplodere la nave con Mao: Errinwright dice di non provare rimorso perché si sente tradito da Avasarala, ordinando a Mao di tornare da solo sulla Terra per tirarlo fuori dai guai e riprendere la ricerca. Nel frattempo Naomi e Amos raggiungono la nave con cui sono arrivati su Ganimede e aiutano nelle riparazioni prima di fare salire a bordo i rifugiati. Il capitano tuttavia si accorge che non hanno scorte di ossigeno sufficienti per imbarcare tutte le persone in attesa, ma solo per 52: non riuscendo né a decidere chi possa vivere, né gestire tutti quelli che sono condannati a restare, suo malgrado intende partire senza caricare nessun passeggero. Naomi protesta e scende sul molo, convincendo i rifugiati a sacrificarsi in modo che almeno 52 tra donne, bambini e giovani possano salvarsi. La nave parte infine da Ganimede, ma viene intercettata dalla flotta marziana che ordina loro di tornare indietro; nel frattempo la Rocinante cerca senza successo di uccidere la creatura ibrida in una cupola agricola in rovine, ma quando si accorge della partenza della nave di rifugiati, Holden abbandona la caccia e scorta la nave fuori dal sistema, senza rendersi conto che qualcosa è infiltrato a bordo.
- Durata: 43 minuti
- Guest star: Terry Chen (Dottor Praxidike "Prax" Meng), François Chau (Jules-Pierre Mao), Nick E. Tarabay (Cotyar Ghazi), Jeff Seymour (Pyotr Korshunov), Curtis Caravaggio (Capitano Malick), Gage Munroe (Jefferson Errinwright).
- Ascolti USA: telespettatori 515 000[15]

## Caliban. La guerra
- Titolo originale: Caliban's War
- Diretto da: Thor Freudenthal
- Scritto da: Daniel Abraham, Ty Franck e Naren Shankar

### Trama
Naomi e Amos tornano sulla Rocinante e, verificando i danni, si accorgono che la creatura ibrida si è intrufolata nella stiva attraverso un portellone danneggiato. Holden e Amos indossano le tute e cercano di ucciderla, ma questa lancia un container magnetico contro Holden, schiacciandolo contro il muro. Amos si ritira e gli altri si rendono conto che la creatura sta ignorando Holden nel tentativo di sfondare la schermatura del reattore per raggiungerlo. Amos ha l'idea di sigillare la stiva e sovra-pressurizzarla per espellere la creatura, ma questo ucciderebbe probabilmente Holden. Meng intuisce che la creatura è attratta dalle radiazioni come le piante dalla luce, e suggerisce di usare una testata nucleare per farlo allontanare. Lui e Naomi escono all'esterno della nave e attirano la creatura prima fuori dalla nave, poi alla deriva nello spazio, bruciandola con l'accensione del motore della nave. Intanto Avasarala, Ghazi e Draper rimangono bloccati in uno scontro a fuoco contro le guardie di Mao. Draper individua una via di fuga nei condotto d'aria e Ghazi la esorta a tornare alla navetta dove è presente la sua tuta da combattimento per poi tornare a salvarli. Intanto le guardie di Mao propongono a Ghazi di consegnare Avasarla per salvarsi e quest'ultima decide di arrendersi: quando la stanno per uccidere, Draper arriva e mette fuori combattimento le guardie, salvando Avasarala e Ghazi. Nel frattempo la nave scientifica terrestre scende su Venere per confermare quanto osservato dalle sonde, seguita dalla nave marziana. Quest'ultima sparisce però dai radar e, poco dopo, la nave scientifica viene disgregata nei suoi componenti dalla protomolecola. Intanto, mentre gli presta cure mediche, Naomi confessa a Holden di non avere distrutto il campione di protomolecola perché ritiene che ormai faccia parte della loro tecnologia come le armi nucleari, e che l'ha consegnato a Fred Johnson.
- Durata: 42 minuti
- Guest star: Chad L. Coleman (Frederick Lucius Johnson), Terry Chen (Dottor Praxidike "Prax" Meng), Nick E. Tarabay (Cotyar Ghazi), Ted Whittall (Dottor Michael Iturbi), Curtis Caravaggio (Capitano Malick).
- Ascolti USA: telespettatori 581 000[16]